# スプリガン mark2
『スプリガン mark2 Re-Terraform Project』（スプリガンマークツー リ・テラフォーム プロジェクト）は、1992年5月1日に日本のナグザットから発売されたPCエンジンSUPER CD-ROM2用横スクロールシューティングゲーム。
『精霊戦士スプリガン』（1991年）の続編として制作された。主人公の「グレッグ」を操作し、人類の火星への移住計画によって引き起こされた「地球」対「火星」の戦争を阻止する事を目的としている。ゲームシステムは前作と大きく異なり、前作が縦スクロールであったのに対し、本作では横スクロールとなっている。
開発はコンパイルが行い、プロデューサーは『アレスタシリーズ』を手掛けた仁井谷正充が担当、企画および脚本、ゲーム・デザインおよびプログラムはテクノソフトのパソコン用ソフト『ヘルツォーク』（1988年）を手掛けた外山雄一が担当、音楽はPCエンジン用ソフト『ガンヘッド』（1989年）を手掛けた竹内啓史が担当、ビジュアルシーンの絵コンテは元聖飢魔II所属のゾッド星島が担当した。
2009年にWii用ソフトとしてバーチャルコンソールにて配信された。

## ゲーム内容
ゲームシステムは前作とは異なり、横スクロールタイプのシューティングゲームとなった。前作とはストーリー上の繋がりはほとんど無いが、世界観は前作を継承している。また前作がファンタジーSF的な世界観だったのに対し、日本のリアルロボットアニメを彷彿とさせるハードSFチックな設定・スト－リー展開となる。PCエンジンCD-ROM2のの特性を生かしたビジュアルデモや著名声優によるボイスは前作よりも更にボリュームアップされている。 
一般的なシューティングゲームのようにプレイヤーが自機「アームドアーマー」を操作して敵を撃ち倒すが、随所に登場人物たちが会話をするシチュエーションがリアルタイムでインサートされる。この会話は、かなりの分量で声優によるボイスオーバー（ナレーション）化が成されており、プレイヤーはリアルロボットアニメさながらのストーリー体験を得ることが出来る。
ダメージ制を採用しており、被弾を重ねて画面左下のシールドゲージが無くなるとゲームオーバー。被弾せずにいると徐々に回復していく。序盤の搭乗機バーソロミューでは武装は固定であるが、中盤から乗り換えるスプリガンmark2ではステージの開始前に武装パックを選択できる。このパックはストーリーが進むごとに増えていき、最終的にA装備～F装備の6種類となる。
難易度は高く、また真のエンディングを見るためにはハードモードでクリアしなければならない仕様となっている。

## 設定

### ストーリー
イントロダクション
天暦47年、すでに地球は爆発的な人口増加により飽和状態となっており、人々は宇宙へ進出せざるを得なくなっていた。そこで、比較的地球に近い環境を持つ火星への「テラフォームプロジェクト（地球化移住計画）」を開始。火星は人類の理想の楽園になるはずだった。しかし、世界を二分するほどの大国であるA国とS国は更なる領土拡大を狙い、火星でも連日、国境付近で小競り合いを行っていた。
天暦92年4月、物語の主人公であるグレッグが所属する部隊は、火星でのA国軍の戦力増強と新型アームドアーマー｢スプリガン」のテストのために火星にやってきた。しかし、突如、味方機からの攻撃を受け、撤退を余儀なくされる。それから程なくして、地球上の争いの火星への持ち込み、そして火星への強引な移民計画に不満を感じた火星の住民達が団結し、「火星連合政府」が設立された。こうして、A国対S国の戦争は、「地球」対「火星」の惑星間戦争へと激化していく。
＜以下、「ステージ」の項にて各話の展開を詳述＞

### ステージ
| # | タイトル                                                                      |
| --- | ----------------------------------------------------------------------------- |
| #1 | 火の星の嵐                                                                    |
| 天暦92年4月、火星におけるA国軍の戦力増強と新型アームドアーマー｢スプリガン」のテストのために火星にやってきたグレッグ達は、パヴォニス基地に降り立つ直前に所属不明の敵部隊から攻撃を受ける。グレッグ達はアームドアーマー「バーソロミュー」で出撃し、襲撃してきた敵部隊を退けたが、乗艦である1番艦「ブッシュ」が突如グレッグ達を攻撃。通信を試みるも応答がないため仕方なしにブッシュを攻撃、沈黙させる。 その後ブッシュから発進した3機のスプリガンによって、ブッシュは撃沈されてしまう。その3機のスプリガンに搭乗していたのは同僚だったマービィ大尉、ミネルバトン中尉、ジャーバス少尉だった。次はグレッグ達に襲い掛かるスプリガン。しかし未調整の機体のため徐々に追い込まれていく。劣勢とみたマービィ達はパヴォニス基地方面へと撤退。直後にグレッグ達は、パヴォニス基地からの砲撃を受ける。 味方のはずのマービィ達、そしてパヴォニス基地から何故攻撃されるのか、理由も分からぬままグレッグ達は撤退を余儀なくされた。 |                                                                               |
| #2 | 灼熱の追撃                                                                    |
| グレッグ達の撤退から程なくして「火星連合政府」が設立された。地球上の争いの火星への持ち込み、そして地球の住人の火星への強引な移民計画を不服とした火星の住民達が団結し、設立したものである。先のスプリガン強奪に関わったマービィ達3人も火星生まれだった。こうしてA国対S国の戦争は、「地球」対「火星」の惑星間戦争へと激化していく。 地球の衛星軌道上までの後退を命令されたグレッグ達は、追撃してきた敵部隊との撤退戦に入る。戦闘の最中、敵艦との砲撃戦で傷ついていく2番艦「レーガン」。もはや地球に到達できる力はないと判断したデビアス艦長は敵艦に特攻をかけ、散っていった。 しかし爆散した敵艦から巨大なアームドアーマーが発進し、グレッグ達の前に立ち塞がる。そのアームドアーマー「ラグナブル」に搭乗していたのはジャーバス少尉だった。押し問答もむなしく交戦し、これを撃破する。 |                                                                               |
| #3 | 月面攻防戦                                                                    |
| 火星軍の追撃を逃れたグレッグ達と3番艦「イーストウッド」は月面基地に辿り着き、補給を受けることができた。しかし火星軍はグレッグ達に休む暇を与えることなく再び攻撃を仕掛けてきた。猛烈な攻撃の中、壊滅していく味方部隊。そしてついにグレッグも機体に致命弾を受けてしまう。後は爆散を待つだけとなったグレッグのバーソロミュー。 その直後、グレッグは月面基地所属のステラからの、新型アームドアーマーを射出する旨の通信をキャッチ。この通信に応えたグレッグは、指定方位に移動。戦闘機のような形をしたその機体に乗り移る。それは月面基地でスプリガンのフレームと装甲以外を組み直した最新鋭アームドアーマー「スプリガンmark2」だった。 ステラの指示の下、巡航形態からアームドアーマーに変形させたグレッグは、バーソロミューとは比較にならない運動性と火力に驚嘆する。しかし同時に、ステラとの通信は途絶えてしまう。グレッグは直後、敵の強襲揚陸艦との交戦を余儀なくされたが、mark2の性能も手伝いこれを撃破する。だが月面基地は敵に制圧され、火星軍の勝利となった。 |                                                                               |
| #4 | 地球光の中で                                                                  |
| 乗機を失ったグレッグは、そのままスプリガンmark2のパイロットを任されることになる。月面ベース防衛に失敗したイーストウッドはようやく地球にたどり着き大気圏への再突入を試みるが、そこへ地球の新鋭軍艦を撃破して戦意高揚を狙う火星軍が執拗に攻撃を仕掛けてくる。再突入までの5分間、艦を守るために出撃するアームドアーマー部隊。だが火星軍はS国の新鋭機「ソロウェイ」を奪って投入しており、グレッグ達は再突入装備ストラトシューターへの被弾を避けるため苦戦を強いられる。だがグレッグは敵艦が再突入ギリギリで離脱することを見抜き、コンラッドの制止を振り切って大気圏へ引きずり込もうと画策する。 その作戦自体は成功したが、代償としてコンロッドが被弾、彼のストラトシューターが作動不良を起こしてしまう。眼の前でコンロッドが敵艦に特攻するのを目の当たりにしたグレッグは激高し、その敵艦を撃沈。 大気圏へ再突入するグレッグは、自分の暴走のせいでコンロッドが戦死した事を深く後悔する。 |                                                                               |
| #5 | 広島上空                                                                      |
| 追撃してきた敵艦残り2隻も地球への降下を余儀なくされた。再び軌道上へ浮上することが不可能となったにも関わらず降伏を拒否する2艦を、イーストウッドは自衛隊巡洋艦「信濃」と共同で追撃する。市街地への被害を避けようとするイーストウッドに対し、火星軍はニッポン・広島上空で容赦なく攻撃を開始。自衛隊の新鋭機「龍牙」を操る有島二尉が人命優先で行動するのに毒づくグレッグだが、思わずコンロッドへ呼びかけてしまい、カニンガム大尉から叱責を受ける。 さらにそこへ軌道上からのレーザー照射が襲いかかる。火星軍はレーザーの射程までイーストウッドを誘き出すためこんな無謀な戦いを始めた。信濃、有島二尉、そして敵艦すらレーザーの直撃を受けて撃墜される中、奮起したグレッグは最後の敵艦へ肉迫攻撃を仕掛ける。だがその前にミネルバ中尉操る大型アームドアーマー、そしてスプリガンが立ちはだかった。 趣味で戦争をやっていると豪語するミネルバ中尉には説得も通じず、グレッグはやむなく彼女を撃墜する。 |                                                                               |
| #6 | 月世界の悪夢                                                                  |
| 衛星軌道上からのレーザー砲撃は全世界に対して行われており、これを撃破した各国は地球連合軍を設立、火星軍へ共同での抗戦を決定する。イーストウッドも地球連合軍の一員として、月面ベース奪還作戦へ参加。グレッグ達は「バーソロミュー・カスタム」とmark2の性能もあって、前回とは打って変わって快進撃を続ける。 あっさり月面ベースを奪還したグレッグは、敵本体を追撃して月裏側のヘリウム3採掘基地にまで到達する。そこでグレッグを待ち受けていたのは、無数に設置された空間駆動エンジンのノズルとスプリガンを操るマービィ大尉だった。火星軍は空間駆動エンジンで月を動かして粉砕し、その破片で壊滅した地球に火星人口2億人が移住した後、地球再創造“リ・テラフォーム“を目論んでいた。 激高するグレッグを前にマービィ大尉はエンジンを起動し、グレッグは噴射炎によって吹き飛ばされてしまう。 |                                                                               |
| #7 | コロニー投下作戦                                                              |
| 月は動き出し、地球上を次々と異常気象が襲い始める。地球連合軍はアームドアーマー隊の攻撃を陽動に、空間駆動エンジンへコロニーを落とし、人質もろとも施設を破壊する作戦を実行する。コロニー護衛任務についたグレッグ達だったが、作戦を見抜いていたマービィ率いる火星軍が襲いかかる。 工作班の奮闘もあってコロニーの軌道修正と加速には成功するが、月面激突間近となったその時、大型アームドアーマーを操るマービィがグレッグの前に現れる。 人類全体のために人口を減らすしかないというマービィと、そんな権利は誰にもないというグレッグの主張は平行線をたどり、二人は激突。そして決着がつかぬまま、彼らは月へ直撃するコロニーから離脱した。 |                                                                               |
| #8 (最終ステージ） | 軍神の鼓動                                                                    |
| コロニー投下作戦は成功したが月の軌道は大きく変わり、その影響による異常気象と落下する無数のコロニーが地球を襲い、何億人もの人々が命を落とす。その中にはカニンガム大尉の家族も含まれていた。地球連合軍は一刻も早く戦いを終結させるべく火星へと急行、総攻撃を仕掛ける。 グレッグ達は、量産型スプリガン「スピリッツ」とmark2で敵基地総本部へと突入、火星軍による最後の抵抗を掻い潜った先は、要塞のような地下施設だった。最深部を目指すグレッグ達の前に大型バックパックを装着したスプリガンを操るマービィが立ちはだかる。 熾烈な戦闘の末、カニンガム大尉はマービィと刺し違えて戦死。ただ一人最深部にたどり着いたグレッグは、かつてのパヴォニス基地司令にして超タカ派の軍人、火星軍総司令官カース少将と対峙する。 「人類の存続のために戦争を引き起こした」と自らの主張を述べるカース。“リ・テラフォーム“は火星人民に大義を与え地球人民と戦わせやすくするための「方便」に過ぎず、人口膨張の果てに待つ破滅の運命を戦いで削いで回避する“人べらし“にこそ彼の本当の目論見があった。 「個人の命に価値など無い」と言い放つカース少将の理屈をグレッグは否定するが、その憎悪をもカース少将は肯定する。激しい戦闘の後、生き延びたのはグレッグだった。 |                                                                               |
| #8ex | エクストラステージ ※ 難易度「Hard」以上でステージ#8をクリアした場合にのみ登場 |
| カースを倒したものの、光剣「セイバー」以外の武装を使い切り満身創痍のmark2。だが死んだと思われていたマービィが、ジャーバス少尉の残したスプリガンを駆り執念の復活を遂げる。彼もまた光剣のみを携えていた。古代火星文明の戦士像が並ぶ遺跡上空で、グレッグとマービィは互いの存在そのものをぶつけるかのように剣を突き付け合う。 |                                                                               |

## キャラクター

### 登場人物

#### 主人公サイド
グレッグ・アーウィン
声 - 矢尾一樹
- A国軍のアームドアーマーパイロットであり、本作の主人公。
- 腕は優秀であるものの、身勝手な行動を起こすこともある。
- 搭乗機：バーソロミュー、スプリガンmark2

コンロッド・マイヤー
声 - 梅津秀行
- グレッグの親友のアームドアーマーパイロット。
- 温厚な性格で、戦況を冷静に判断できる。
- 搭乗機：バーソロミュー

カニンガム
声 - 堀秀行
- グレッグ達が所属する部隊の隊長。階級は大尉。
- 隊長としての判断力はもちろん、パイロットとしての腕も一流。
- 搭乗機：バーソロミュー、バーソロミューカスタム、スピリッツ

下記3人は初期にS国側から離反、「火星連合政府」側の軍人となり、グレッグたちと敵対する。特にマービィは上記のとおり難易度「Hard」以上でクリアした場合、「エクストラステージ」に登場、いわゆる「真のラスボス」的存在となる。
マービィ・ドナヒュー
声 - 塩沢兼人
ミネルバトン・ライナグラム
声 - 冬馬由美
ジャーバス・ドルトムント
声 - 掛川裕彦

#### その他
アーガス
デビアス
イプシロン・アレクシオス
声 - 屋良有作
ステラ・バダム
声 - 佐藤智恵
有島
カース・ドレッドノート
※協力：青二プロ

### メカニック
バーソロミュー
A国軍の主力量産型アームドアーマー。多彩な火器を装備でき、汎用性の高い名機。
主人公グレッグも序盤はこの機体を使用する。
バーソロミューカスタム
ステージ6より登場するカスタムタイプのバーソロミュー。
量産型スプリガンであるスピリッツが投入されるまでの間に合わせの機体だが、カニンガム曰く「悪くない」らしい。
スプリガン
A国軍の次期主力アームドアーマーの試作機。
3機がテストのため火星に持ち込まれるが、マービィ達が強奪し、そのまま彼らの機体となってしまう。
次期主力に相応しい高性能機であり、劇中でグレッグ達と激戦を繰り広げる。
ジャーバスは後にラグナブルで出撃するため通常難易度で対峙するスプリガンはミネルバトン機、マービィ機の2機である。
スプリガンmark2
月面ベースにて試作されていた、スプリガンのフレーム以外を組み直した最新鋭機であり、ゲーム中盤からの主役機。
火星軍の月進行によって鹵獲を免れない状況であったが、月面ベーススタッフのステラの緊急通信を受信したグレッグが射出を依頼。
被弾し爆発寸前となっていたバーソロミューから乗り換える形で受領し、一時的に搭乗する形となったものの、月面攻防戦にてバーソロミューを失ってしまい搭乗機が無くなったため、引き続き彼の機体となり終戦まで活躍した。
バーソロミューとは比較にならない運動性をほこり、基本武装のA装備でもバーソロミューより高性能な火器が搭載されている。
最初は基本武装のA装備での出撃になるが、ステージ進行に応じてF装備まで追加されていく。
増加パーツにより巡航形態にも変形できるものの、アームドアーマー形態になる際にパーツがパージされる不可逆の変形のため、プレイ中に変形する事は出来ない。巡航形態が登場したのはオープニングアニメと月面ベースからの射出時のみである。
スピリッツ
ステージ8にのみ登場する、量産型のスプリガン。多数が作戦に投入され、カニンガムもこれに搭乗した。
ラグナブル
火星軍の大型アームドアーマー。そのサイズは通常の機体の数倍に及ぶ。ステージ2にてジャーバスが搭乗し、グレッグ、コンロッドと交戦するも敗れる。
コンロッドが脱出を促したが、この機体には脱出装置がついておらず、ジャーバスもろとも爆散する。
竜牙
ステージ5に登場する日本製のアームドアーマー。グレッグ曰く「日本製だけあって性能はよさそう」とのこと。
しかしパイロットの経験不足と衛星砲の攻撃により被撃墜が目立った。
ソロウェイ
S国軍の主力アームドアーマー。火力、耐久力がともに高い高性能機で、スプリガンはこの機体に対抗するために開発された。
ステージ4で多数現れ、その性能を遺憾無く発揮する難敵。
ブッシュ
グレッグ達が所属する部隊の1番艦。グレッグやマービィ達が乗艦しており、スプリガンもこれに搭載されていたが、マービィ達の裏切りによりスプリガンを強奪され、撃沈されてしまう。
レーガン
グレッグ達の部隊の2番艦。アステロイドベルトでの戦闘時に激しい損傷を受け、グレッグ達の活路を拓くため敵艦に特攻し轟沈する。
イーストウッド
グレッグ達の部隊の3番艦。アステロイドベルト以後、グレッグ達はこれに乗艦し戦っていく。
最終ステージ冒頭にて対空砲に被弾してしまうが、この戦争を最後まで戦い抜いた。
ストラトシューター
アームドアーマー用の大気圏突入用バックパック。
展開の際は無防備になってしまうため、戦闘中での使用はリスクを伴う。ステージ4ボス戦にてタイムオーバーになると強制的に展開されて行動不能となり無防備な所を敵艦に撃墜されゲームオーバーとなる。

## 移植版
| No. | タイトル         | 発売日             | 対応機種                                                    | 開発元                  | 発売元             | メディア                              | 型式 | 備考                                        |
| --- | ---------------- | ------------------ | ----------------------------------------------------------- | ----------------------- | ------------------ | ------------------------------------- | ---- | ------------------------------------------- |
| 1   | スプリガン mark2 | 2009年1月13日      | Wii                                                         | コンパイル              | ナグザット         | ダウンロード （バーチャルコンソール） | -    | 2019年1月31日サービス（配信）終了。         |
| 2   | スプリガン mark2 | 2020年3月19日 予定 | PCエンジン mini TurboGrafx-16 mini PC Engine CoreGrafx mini | エムツー ※ 移植開発担当 | KDE ※ 本体の発売元 | プリインストール                      | -    | 本体にあらかじめ収録される58作品の1タイトル |

## 開発
企画初期には開発元のコンパイルが別ゲーム機・メガドライブ用ソフトとしてリリースした『武者アレスタ』（1990年）と同一の世界観を持つ続編とされていた事が、同社が発行していたユーザー向け冊子『コンパイルニュース』で明らかにされている。これによると本作の主人公グレッグ・アーウィンは『武者』の主人公・エリノアの同僚としてオープニングのビジュアルデモに登場するキャラクター「グレッグ」と同一人物とされ、製品版でグレッグのライバルとなるマービィのポジションには『武者』で言うと「ドレッド」（隊長）が配される予定だった。あくまでも予定構想だったので、『武者』のドレッドがアングロサクソンの中年男性的な風貌なのに対し、本作のマービィはビジュアルや声でも一目（耳）瞭然のとおり白人の美青年であり、かなりの差異が見られる。
バーチャルコンソール版はラストバトル直前のデモシーンにオリジナル版と差異があり、戦闘開始直後の展開に合わせるために、セイバーの刃を展開するのがグレッグのmark2のみとなっている。

## スタッフ
- GAME SIDE STAFF
  - メイン・プログラム：外山雄一
  - マップ・デザイン：中島和之
  - スプライト・デザイン：中島和之
  - プログラム協力：じぇみに広野（広野隆行）、市俄古
  - 音楽/作曲：竹内啓史
  - 音楽/プロデュース：LMSMusic,Inc.
  - 効果音：長尾英之助

- VISUAL SIDE STAFF
  - デモ・プログラム：平健次郎
  - 絵コンテ：ゾッド星島
  - 脚本：外山雄一
  - キャラクター・デザイン：小玉浩樹
  - メカ・デザイン：龍王院弘、中島和之
  - ビジュアルシーン・デザイン：龍王院弘、小玉浩樹、弓弦ノ助、三条鳥丸、大西伸一、横尾憲一、桜井ヒデ、山田SCAN（山田晶二）、中島和之

- SPRIGGAN mark2 re-terraform project
  - 企画：外山雄一
  - ゲーム・デザイン：外山雄一
  - ロゴ・デザイン：横尾憲一
  - 協力：ジェノサイド ケロル（渡辺孝行）、末永勝治、やすなり（渡辺康成）、森田時雨、うゑみじょ、DECOMATZ、静岡淳司、北野猛、高嶋MC郎、ちさと、ひろみ
  - スーパーバイザー：じぇみに広野（広野隆行）
  - プロデュース：仁井谷正充
  - 制作：コンパイル

## 評価
- ゲーム誌『ファミコン通信』の「クロスレビュー」では、5・7・5・4の合計21点（満40点）[4]、『月刊PCエンジン』では75・85・75・85・70の平均78点（満100点）、『マル勝PCエンジン』では7・7・8・8の合計30点（満40点）、『PC Engine FAN』の読者投票による「ゲーム通信簿」での評価は以下の通りとなっており、22.42点（満30点）となっている[6]  。また、この得点はPCエンジン全ソフトの中で132位（485本中、1993年時点）となっている[6]。同雑誌1993年10月号特別付録の「PCエンジンオールカタログ'93」では、「シューティングゲーム中に画面下のサブ画面に主人公や仲間たちのメッセージが表示され、それに合わせて画面が変化するといったドラマチックなストーリーを楽しむことができる」と紹介されている[6]。

| 項目 | キャラクタ | 音楽 | 操作性 | 熱中度 | お買得度 | オリジナリティ | 総合  |
| 得点 | 3.91       | 3.98 | 3.61   | 3.68   | 3.56     | 3.69           | 22.42 |

- ゲーム本『懐かしゲーム機大百科 PCエンジン完全ガイド 1987-1999』では、画面下に仲間からのメッセージが表示される事に触れ、プレイ中にもロボットアニメの雰囲気が味わえる事を指摘した上で「演出に工夫が施されている」と肯定的に評価した[1]。